# Salmì
In gastronomia, per salmì si intende un modo di preparazione della carne, soprattutto cacciagione da pelo e selvaggina ("carni nere"); in particolare, è noto come un modo di cottura della lepre. La preparazione ha lo scopo di imprimere alle carni aromi e fragranza capaci di contrastare, soprattutto per la selvaggina, i tipici forti odori che carne di selvaggina gestita senza attenzione alle regole di igiene e qualità delle carni. Infatti in passato la carenza di conoscenze igieniche e l'assenza di attrezzature adeguate (celle frigorifere) portava al consumo di carni di selvaggina con alte cariche batteriche, sostanzialmente sulla via della putrefazione.
La marinatura infatti, con l'impiego di un alto carico di spezie, aveva la funzione di coprire gli odori sgradevoli, in realtà non legati alla selvaticità degli animali bensì al trattamento scorretto che avevano ricevuto le carni.
A seconda delle ricette, la carne è preparata tagliandola a pezzi e facendola macerare nel vino, in genere per almeno una notte, con aggiunta di varie spezie ed eventualmente verdure di diversi generi. Marinata la carne, la cottura avviene quindi in un ragù od un intingolo a forte aromaticità. Vi sono variazioni locali sugli ingredienti, a volte sensibili. In talune ricette, ad ultima insaporitura, si aggiunge brandy flambé.
Il termine parrebbe derivare per abbreviazione dal francese salmigondis, con significato di "mescola indistinta". Salmigondis a sua volta è stato indicato come derivante dal latino salgamum conditum.
È diffuso nella cucina italiana (anche nella variante del civet) e in quella francese (salmis, salmigondis). Nella gastronomia regionale italiana, la cottura in salmì, a differenza di quella in civet, non utilizza il sangue dell'animale; secondo taluni studiosi, anche con uso di sangue si parlerebbe sempre di salmì.
Per la lepre è comune accompagnare la pietanza con la polenta. Altri animali per i quali si usa la preparazione in salmì sono ad esempio il capriolo, il cervo, il cinghiale, oppure il fagiano e la pernice (quest'ultima citata da Verne nel suo I figli del capitano Grant).